# Amt Altenpleen
La comunità amministrativa di Altenpleen (Amt Altenpleen) si trova nel circondario della Pomerania Anteriore-Rügen nel Meclemburgo-Pomerania Anteriore, in Germania.

## Suddivisione
Comprende 6 comuni (abitanti il 31 dicembre 2022):
1. Altenpleen * (1 006)
2. Groß Mohrdorf (755)
3. Klausdorf (690)
4. Kramerhof (1 905)
5. Preetz (1 031)
6. Prohn (2 141)

Il capoluogo è Altenpleen.